# Oksana Mazourik
Oksana Mazourik (Delémont, 6 febbraio 1989) è un'inventrice, imprenditrice e conduttrice televisiva svizzera.

## Biografia
Nata a Delemont, Canton Giura, in Svizzera, figlia di Serge Mazourik, dottore ed inventore che le trasmise fin dalla giovane età la passione per il problem solving e l’ideazione di nuove invenzioni in campo medico.

### Istruzione e carriera
All’età di 19 anni, presso la University of Webster, Oksana completò il suo doppio Bachelor in Finanza e Comunicazione. In seguito concluse il suo Master in business administration presso la Business school di Zurigo. Presso la Harvard University, Oksana Mazourik frequentò vari corsi nel campo Executive. Questo percorso accademico fu fondamentale per ottenere in breve tempo la carica di CEO di Sankom Switzerland, essendo inclusa nel 2016 nella classifica di Forbes i 30 imprenditori più brillanti under 30. Oltre alla ricerca e allo sviluppo di nuovi prodotti in campo medico, un importante apporto fu dato dalla promozione delle invenzioni tramite la pubblicità. Tale scelta portò nel 2010 ad una collaborazione con vari canali televisivi del mondo, tra i quali ABC, FOX, NBC, TF1 ed altri.
Il 10 di giugno del 2020 venne premiata agli EMMA Awards come miglior presentatrice televisiva. Poliglotta, parla fluentemente francese, inglese, tedesco e russo.

### Attività filantropica
Oksana Mazourik è nota anche per le sue attività filantropiche: oltre ad un impegno attivo in favore della prevenzione di patologie, della promozione della salute e del benessere delle donne, Mazourik è proprietaria di una galleria d’arte nel canton Giura (Svizzera) dove espone artisti da tutto il mondo.

### Riconoscimenti
- Johns Hopkins University award for Talented Youth.
- Era global best 5 presenter[7]
- Golden Quilly Award 2014 for the Winning Way
- Forbes 30 best under 30
- Best Consumer Oriention Product 2017[8]
- Boccalino d`Oro 2019 Premio Speciale[9]
- EMMA Award 2020[10]